# Гойя, Мона
Мона Гойя,  урождённая – Симона Изабель Маршан (фр. Mona Goya; 25 ноября 1909, Мехико, Мексика – 8 октября 1961, Клиши-ла-Гаренн, Франция) – французская киноактриса
 и певица
 мексиканского происхождения.

## Биография
Снималась, как в испанских, так и во франкоязычных фильмах с конца 1920-х годов. Была отобрана киностудией Metro-Goldwyn-Mayer для поездки в Голливуд. Студия пригласила её, Шарля Буайе, Андре Берли и Лию Лис сняться в нескольких своих картинах, ориентированных на французский рынок. В 1930-х годах недолго снималась в английских фильмах на студии British International и, менее успешно, в Голливуде.
За свою карьеру участвовала в 73 фильмах.

## Избранная фильмография
- 1960 – Старая гвардия
- 1959 - Любовники завтрашнего дня
- 1959 – Бабетта идет на войну – мадам Фернан
- 1947 – Белый как снег
- 1946 – Не так глуп
- 1944 – Малибран – мадам Гарсиа
- 1942  - Любить запрещено – Люсетт
- 1942 – Капитан Фракасс
- 1942 - Аннет и блондинка – Мириам Мориссон
- 1938  – Я была авантюристкой – молодая женщина
- 1938 – Посланник
- 1938 – Эрнест-мятежник – Сюзанна
- 1936 – Франциск I – прекрасная Ферроньерка
- 1936 – Жозетта – певица Вивиан Эрос
- 1936 – Безжалостная сила
- 1932 – Разносчица хлеба
- 1932 – Дамский цирюльник
- 1930 – Пламя любви – Иветт
- 1928  – Деньги – эпизод

## Дискография
- 1940 : Un caprice
- 1942 : Elle chantait ; Rien du tout ; C'était un jour de fête
- 1943 : Contre le cœur de mon amant
- 1944 : SOS mon amour ; Marjolaine
- 1945 : L'aventure est au coin de la rue, du film éponyme